# Kamil Čontofalský
Kamil Čontofalský (* 3. Juni 1978 in Bratislava) ist ein slowakischer Fußballspieler und -trainer.

## Karriere
Nach den Stationen 1. FC Košice (1997 bis 1999) und FC Bohemians Prag (1999 bis 2003) spielte der Torwart von 2003 bis 2009 beim russischen Klub Zenit St. Petersburg, mit dem er 2007 die russische Meisterschaft und 2007/08 den UEFA-Pokal gewann. Ab 2010 spielte der Slowake beim zyprischen Erstligisten AEL Limassol. Nachdem er von 2011 bis 2014 im Tor des Slavia Prag stand, spielte er zuletzt in Florida für die Fort Lauderdale Strikers und Tampa Bay Rowdies. 2015 beendete er seine aktive Karriere. Seit 2018 ist er als Torwarttrainer bzw. Trainerassistent tätig.

## Erfolge
- Russischer Premjer-Ligapokal: 2003
- Russischer Meister: 2007
- Russischer Supercup: 2008
- UEFA-Pokal: 2007/2008
- UEFA Super Cup: 2008